# Midleton Abbey
Midleton Abbey (irisch Mainistir na Corann, Chorus Sancti Benedicti; St. Mary of Chore; Monaster Ore) ist eine ehemalige Zisterziensermönchsabtei im County Cork in der heutigen Republik Irland. Das ehemalige Kloster lag in der Stadt Midleton am Fluss Ovenacurra unmittelbar vor dessen Mündung in den Cork Harbour. Der Name Chore wird auf das irische Wort cora (Flusswehr) zurückgeführt.

## Geschichte
Das Kloster wurde 1179 oder 1180 gegründet und war ein Tochterkloster von Monasteranenagh Abbey (Nenay Abbey). Damit gehörte es der Filiation der Primarabtei Kloster Clairvaux an. Der Gründer wird teilweise in einem Mitglied der Familie Fitzgerald gesehen, von anderen wird jedoch darauf hingewiesen, dass das Kloster einer irisch geprägten Filiationslinie entstammt. 1227 war das Kloster in die Verschwörung von Mellifont verwickelt und sein Abt wurde vom Abt des Klosters Tintern abgesetzt. 1278 wurde ein weiterer Abt abgesetzt, weil er das Generalkapitel des Ordens sieben Jahre lang nicht besucht hatte. Midleton Abbey galt als sehr armes Kloster. Der letzte Abt, Philip FitzDavid Barry, erreichte einen Aufschub der Klosterauflösung für 21 Jahre. 1573 wurde das Klostergut auf John FitzEdmond FitzGerald übertragen. Die Familie Broderick, die späteren Earls von Midleton, gründete gegen 1670 die moderne Stadt Midleton. 1825 wurde auf dem Gelände des ehemaligen, bereits fast vollständig verschwundenen Klosters die protestantische Kirche errichtet.

## Bauten und Anlage
Außer einigen Steinen auf dem Friedhof haben sich vom Kloster keine Reste erhalten.